# Siedlec (Pajęczno)
Pour les articles homonymes, voir Siedlec.
Siedlec (prononciation [ˈɕɛdlɛt͡s]) est un village de la gmina de Pajęczno, du powiat de Pajęczno, dans la voïvodie de Łódź, situé dans le centre de la Pologne.
Il se situe à environ 4 kilomètres à l'est de Pajęczno (siège de la gmina et du powiat) et 76 kilomètres au sud de Łódź (capitale de la voïvodie).

## Administration
De 1975 à 1998, le village était attaché administrativement à l'ancienne voïvodie de Częstochowa.

Depuis 1999, il fait partie de la nouvelle voïvodie de Łódź.